# Schoenoplectiella leucantha
Schoenoplectiella leucantha är en halvgräsart som först beskrevs av Johann Otto Boeckeler, och fick sitt nu gällande namn av Kaare Arnstein Lye. Schoenoplectiella leucantha ingår i släktet Schoenoplectiella och familjen halvgräs. IUCN kategoriserar arten globalt som livskraftig. Inga underarter finns listade i Catalogue of Life.